# Лесопарковый
Лесопа́рковый (разг. Новостро́йка) — микрорайоны (Лесопарковый-1, Лесопарковый-2, Лесопарковый-3) в Октябрьском районе города Уфы, расположенный между улицей Менделеева и проспектом Салавата Юлаева и ограниченный с севера улицей Лесотехникума, а с юга — лесопарком имени Лесоводов Башкирии.

## История
Построен в конце 1960-х — начале 1970-х.

## Описание
Географически Лесопарковый расположен между реками Сутолокой и Уфы, по склонам которых находятся лесопарки.
Функционируют спортивные учреждения и комплексы: ипподром «Акбузат», спортивный комплекс «Трамплин» (ранее — с трамплином К-120) со спортивной школой № 33, спортивная школа № 10 с одним из городских стадионов «Олимп», а также ранее — коммерческий горнолыжный комплекс «Олимпик-парк».
В Лесопарковом имеется две общеобразовательные школы (№ 42 и 49), шесть детских садов, два рынка: торговый комплекс «Персей» и торгово-сервисный комплекс «Октябрьский»), а также лайфстайл-центр «Башкирия», специализированный лесопарковый лесхоз Федерального агентства лесного хозяйства с вольером для диких животных, а также городская клиническая больница № 21, рассчитанная на 1000 коек.
Главное культурное учреждение Лесопаркового — Уфимский государственный татарский театр «Нур», возле которого установлен памятник Г. Тукаю.

## В искусстве
- У группы «Пилот» в альбоме «Сказка о Прыгуне и Скользящем» есть песня «Горько», в которой упоминается Новостройка:

Там, в небесной Уфе,

Я, наверное, пьян.

Где народный герой

На небесном мчится коне.

Там, в небесной Новостройке,

Ты приходишь ко мне,

И нам с тобой горько!

## Галерея

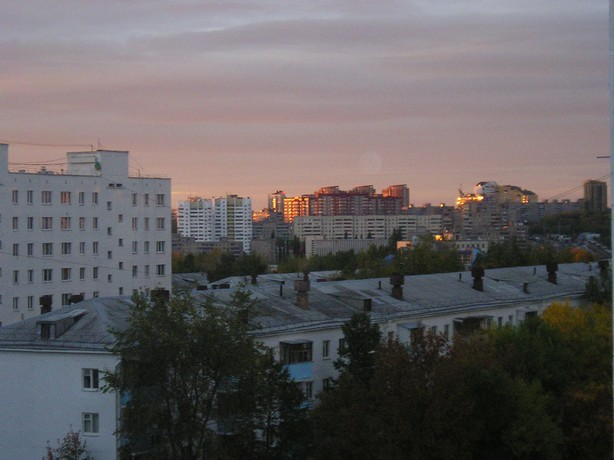
Двор по ул. 50 лет СССР, 47.
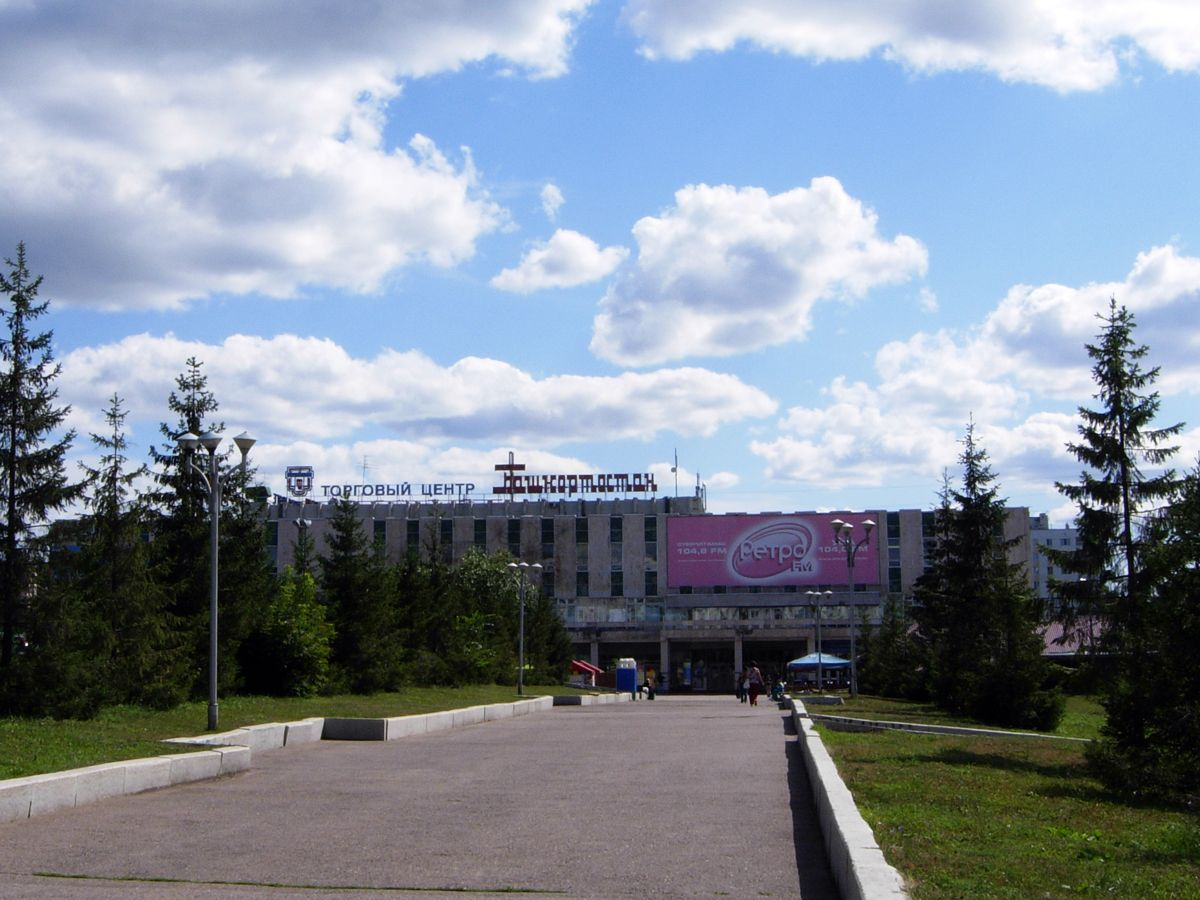
ТЦ «Башкортостан».
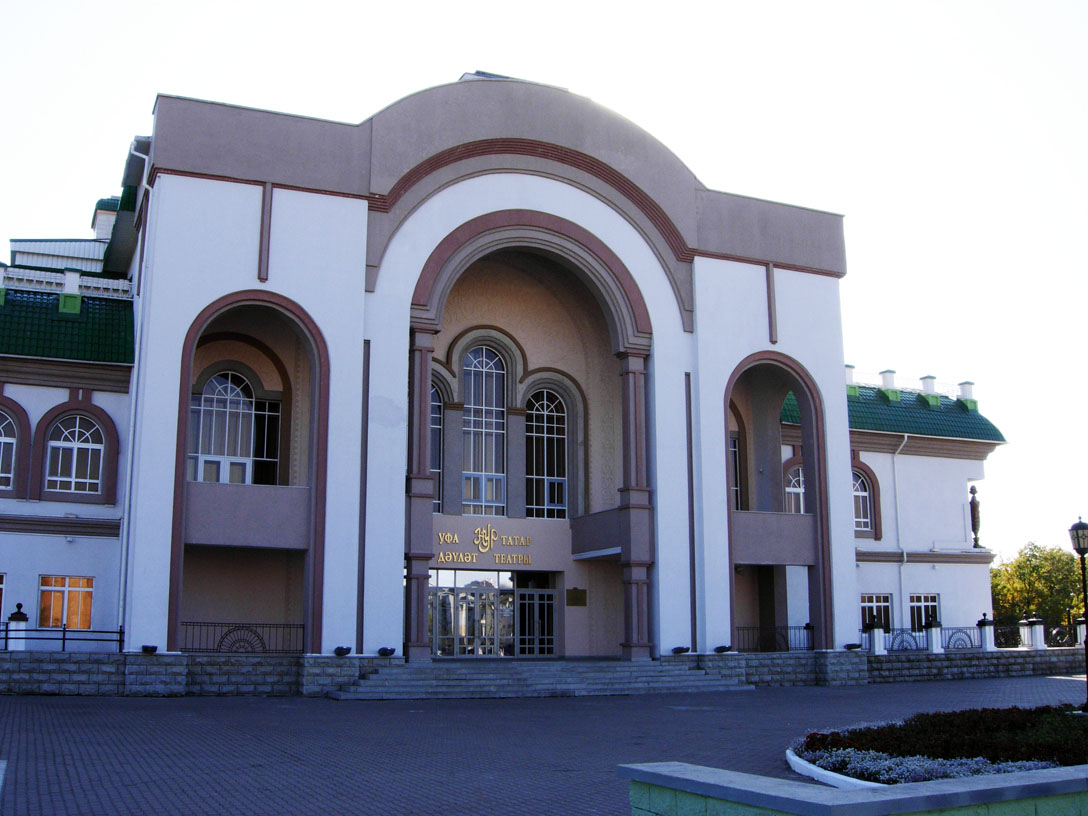
Уфимский государственный татарский театр «Нур».